# Büyükbağlar, Tokat
Büyükbağlar là một xã thuộc thành phố Tokat, tỉnh Tokat, Thổ Nhĩ Kỳ. Dân số thời điểm năm 2011 là 402 người.